# Реган Сміт
Реган Сміт (англ. Regan Smith; нар. 9 лютого 2002) — американська плавчиня, що спеціалізується в плаванні на спині та батерфляєм. Дворазова чемпіонка світу 2019 року, діюча рекордсменка планети на дистанціях 100 і 200 м на спині і в комбінованій естафеті 4 × 100 м. Дворазовий срібний і бронзовий призер Олімпійських ігор 2020 в Токіо.

## Кар'єра
У юніорському віці Реган досягла вражаючих результатів: на дебютному чемпіонаті світу в Будапешті 15-річна американка вийшла до фінального запливу, в якому посіла восьме місце. Через місяць американська плавчиня стала дворазовою переможницею у домашній першості світу в Індіанаполісі, вигравши дистанцію 100 м на спині зі світовим рекордом серед юніорів (59,11) і фінішувавши першою на 200 м. У наступному сезоні Реган виграла першу нагороду на дорослих змаганнях: на чемпіонаті країн Тихого океану талановита юніорка посіла третє місце на дистанції 200 м.
На чемпіонаті світу 2019 року в корейському Кванджу американка стала однією з головних зірок змагань: 26 червня Реган спочатку побила свій юніорський рекорд світу в попередньому запливі на дистанції 200 м на спині (2.06,01), а в півфіналі вона встановила нове світове досягнення, перевершивши рекордний час своєї титулованої співвітчизниці Міссі Франклін на 0,71 секунди (2.03,35). У фіналі Сміт знову показала відмінний результат (2.03,69) і вперше в кар'єрі виграла титул чемпіонки світу. У заключний день чемпіонату Реган взяла участь в комбінованій естафеті 4 × 100 м і завоювала другу золоту медаль, а також встановила два рекорди світу: 17-річна юніорка стала першою жінкою, якій вдалося виплисти з 58 секунд на дистанції 100 м на спині (57, 57); а збірна США поліпшила світове досягнення на 1,15 секунди (3.50,40).

## Особисті рекорди
| Дисципліна       | Час     | Етап | Змагання                                   | Місце                     | Дата       | Примітки |
| ---------------- | ------- | ---- | ------------------------------------------ | ------------------------- | ---------- | -------- |
| 100 м на спині   | 57.57   | е    | Чемпіонат світу з водних видів спорту 2019 | Кванджу, Республіка Корея | 28.07.2019 | WJ, WR   |
| 200 м на спині   | 2:03.35 | пф   | Чемпіонат світу з водних видів спорту 2019 | Кванджу, Республіка Корея | 26.07.2019 | WJ, WR   |
| 100 м батерфляєм | 57.43   |      | Серія Pro Swim 2020 Де-Мойн                | Де-Мойн, США              | 06.03.2020 |          |
| 200 м батерфляєм | 2:05.30 |      | Літні Олімпійські Ігри 2020                | Токіо, Японія             | 29.07.2021 |          |

## Світові рекорди
| Дисципліна     | Час     | Етап | Змагання                                                 | Місце                     | Дата       | Тип | Статус   | Тривалість                 |
| -------------- | ------- | ---- | -------------------------------------------------------- | ------------------------- | ---------- | --- | -------- | -------------------------- |
| 200 м на спині | 2:07.19 | пф   | Чемпіонат світу з водних видів спорту 2017               | Будапешт, Угорщина        | 28.07.2017 | WJ  | Колишній | 1 день                     |
| 100 м на спині | 59.11   | е    | Чемпіонат світу з водних видів спорту серед юніорів 2017 | Індіанополіс, США         | 28.08.2017 | WJ  | Колишній | 11 місяців                 |
| 200 м на спині | 2:06.23 |      | Чемпіонат США з водних видів спорту 2018                 | Ірвайн, США               | 26.07.2018 | WJ  | Колишній | 1 рік                      |
| 100 м на спині | 59.09   | п    | Чемпіонат США з водних видів спорту 2018                 | Ірвайн, США               | 28.07.2018 | WJ  | Колишній | 7 годин, 45 хвилин         |
| 100 м на спині | 58.83   |      | Чемпіонат США з водних видів спорту 2018                 | Ірвайн, США               | 28.07.2018 | WJ  | Колишній | 1 рік                      |
| 200 м на спині | 2:06.01 | п    | Чемпіонат світу з водних видів спорту 2019               | Кванджу, Республіка Корея | 26.07.2019 | WJ  | Колишній | 9 годин, 59 хвилин         |
| 200 м на спині | 2:03.35 | пф   | Чемпіонат світу з водних видів спорту 2019               | Кванджу, Республіка Корея | 26.07.2019 | WR  | Поточний | —                          |
| 200 м на спині | 2:03.35 | пф   | Чемпіонат світу з водних видів спорту 2019               | Кванджу, Республіка Корея | 26.07.2019 | WJ  | Поточний | —                          |
| 100 м на спині | 57.57   | е    | Чемпіонат світу з водних видів спорту 2019               | Кванджу, Республіка Корея | 28.07.2019 | WR  | Колишній | 1 рік, 10 місяців, 16 днів |
| 100 м на спині | 57.57   | е    | Чемпіонат світу з водних видів спорту 2019               | Кванджу, Республіка Корея | 28.07.2019 | WJ  | Поточний | —                          |